# Uromastyx ornata
Uromastyx ornata es una especie de lagarto del género Uromastyx, familia Agamidae. Fue descrita científicamente por Heyden en 1827.
Habita en Egipto, Israel, Arabia Saudita y Yemen.

## Descripción
Puede alcanzar una longitud corporal (incluida la cola) de unas 14 pulgadas. Estos lagartos de tamaño mediano se encuentran entre los miembros más coloridos del género. El color del cuerpo es bastante variable, pero básicamente verdoso, con una serie de anillos amarillentos. Tienen una cola significativamente larga, muy espinosa y ligeramente aplanada, formada por 20-23 segmentos. En el margen anterior de la abertura de la oreja hay algunas escamas agrandadas.
Son sexualmente dicromáticos, ya que el color del cuerpo depende de los diferentes sexos. En los machos, el color principal del dorso es verde, azul o rojo con bandas de color marrón oscuro que pueden llenarse de manchas amarillas o amarillas redondeadas, a menudo formando filas transversales. Las hembras son más tenues, con un fondo marrón claro en el dorso y líneas transversales de color amarillo claro. el vientre es blanquecino.

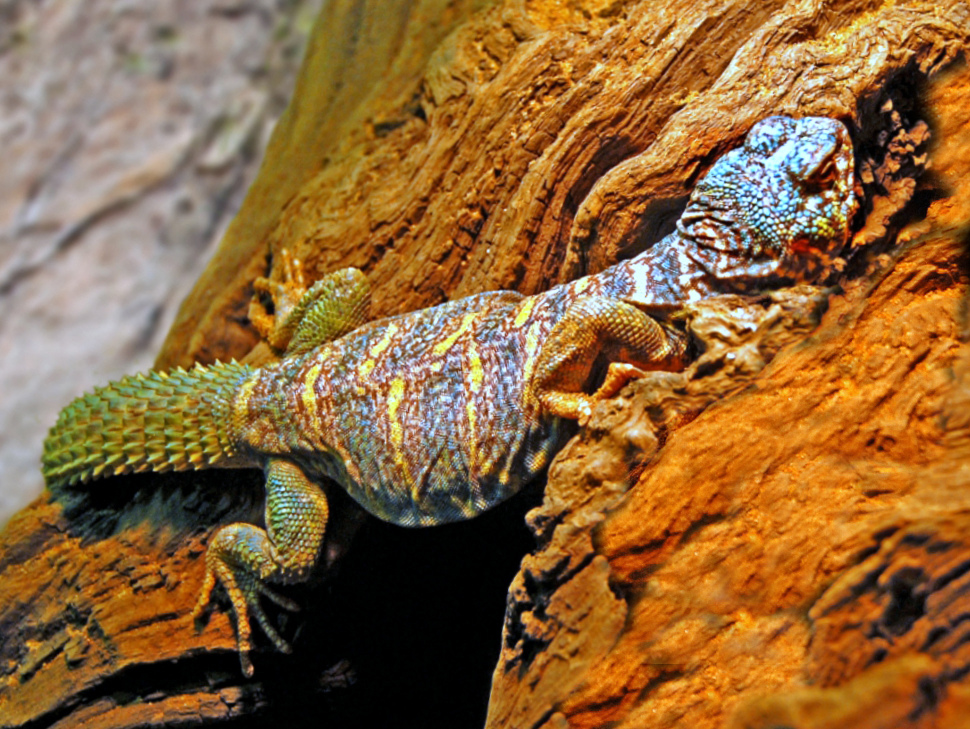
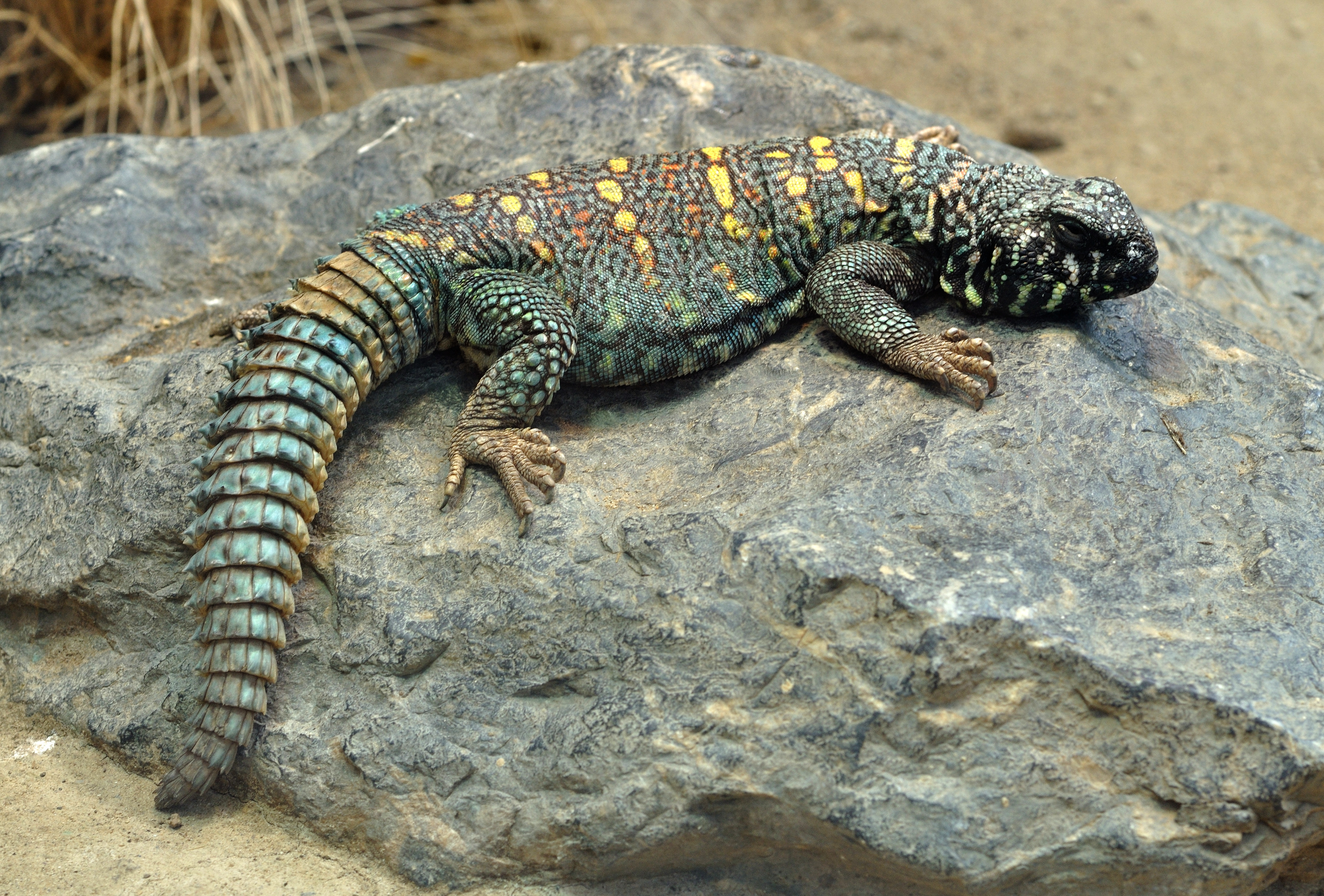
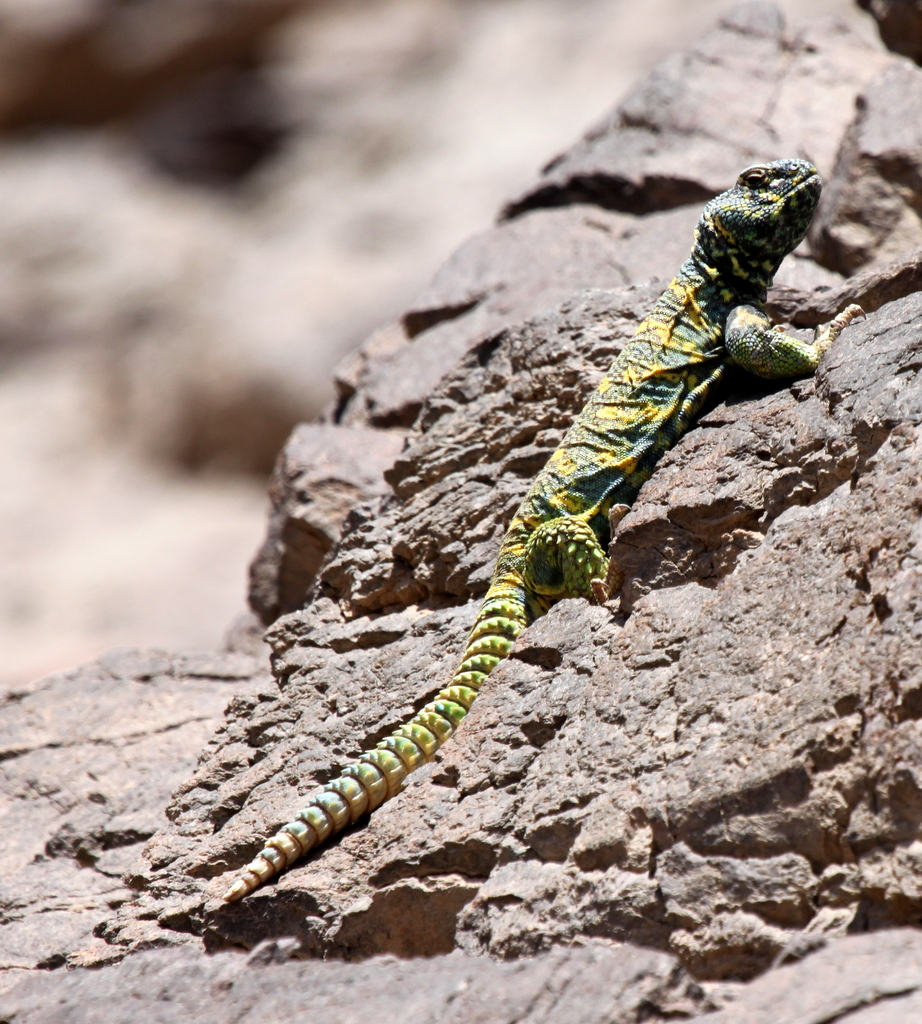
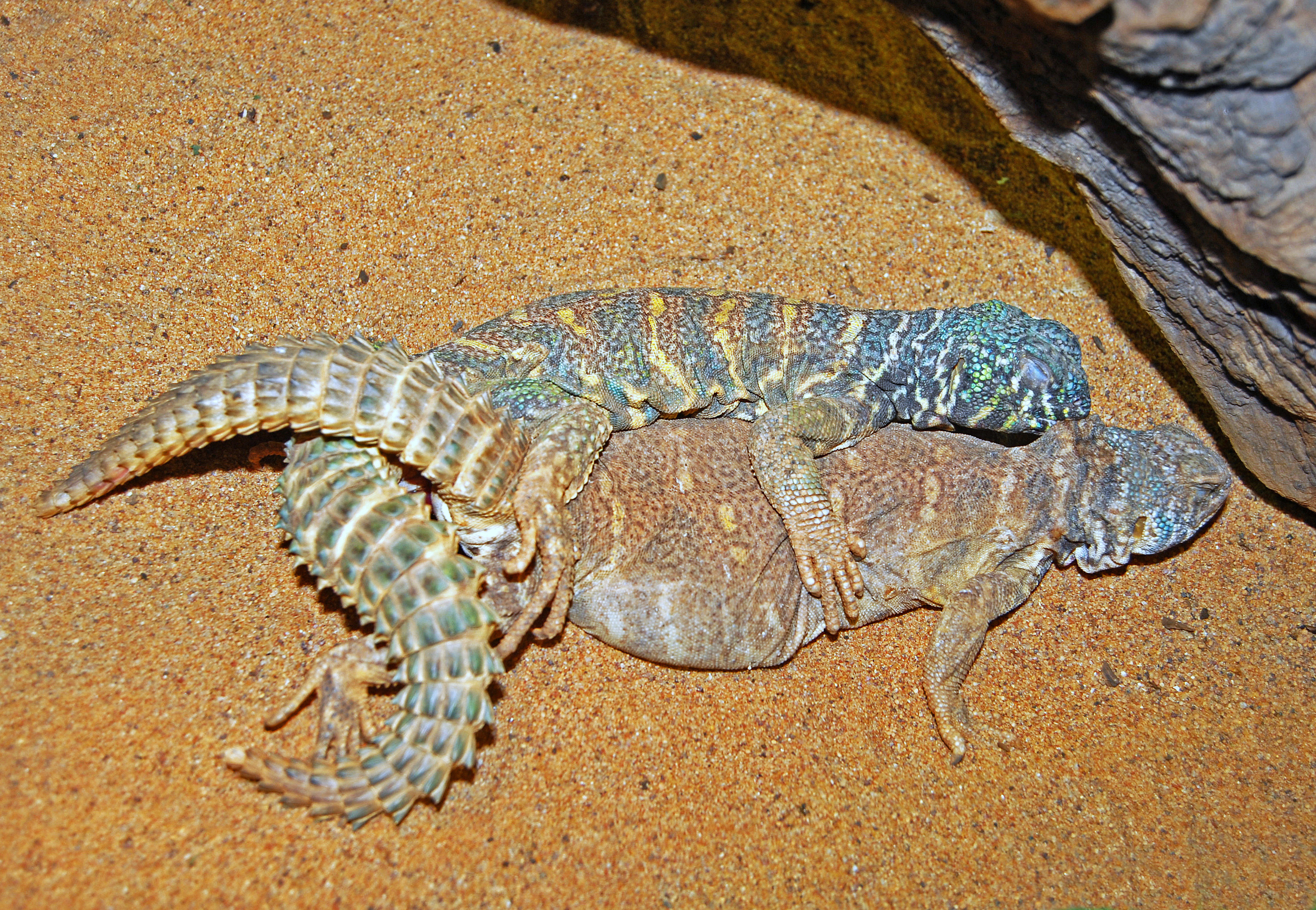